# صموئيل هودجكينسون
صموئيل هودجكينسون (بالإنجليزية: Samuel Hodgkinson)‏ هو سياسي نيوزلندي، ولد في 1817، وتوفي في 1914. انتخب عضو مجلس النواب النيوزيلندي.